# Рожман, Симон
Симон Рожман (словен. Simon Rožman; род. 6 апреля 1983, Целе, Югославия) — словенский футбольный тренер. Обладатель Кубка Словении и Кубка Хорватии. Тренер клуба «Осиек».

## Биография
Играл в футбол в словенских командах низшей лиги.
Впоследствии посвятил себя тренерской работе. Работал с юношескими командами клуба «Целе» и был директором его академии. В апреле 2014 года 31-летний специалист возглавил тренерский штаб основной команды клуба, став самым молодым главным тренером Первой футбольной лиги Словении. В сезоне 2014/15 возглавляемая им команда завоевала «серебро» национального первенства и стала финалистом Кубка Словении.
Оставил «Целе» осенью 2015 года, после чего получил административную должность в системе клуба «Домжале», а в сентябре 2016 года стал главным тренером его команды. Проработал на этой должности в течение трёх лет, приведя её к победе в Кубке Словении 2016/17.
23 сентября 2019 года возглавил тренерский штаб хорватской «Риеки», которая под его руководством завоевала Кубок Хорватии 2019/20.